# Pulaski County (Georgia)
Pulaski County is een county in de Amerikaanse staat Georgia.
De county heeft een landoppervlakte van 641 km² en telt 9.588 inwoners (volkstelling 2000). De hoofdplaats is Hawkinsville.

## Plaatsen
- Hawkinsville
- Wallace
- Finleyson